# Boris Brott
Pour les articles homonymes, voir Brott.
Boris Brott (né à Montréal le 14 mars 1944 et mort à Hamilton le 5 avril 2022) est un musicien (violoniste) et chef d'orchestre canadien.

## Biographie
Boris Brott est le fils de parents musiciens (Alexander Brott et Lotte Brott) et le frère du violoncelliste montréalais Denis Brott.
Boris Brott étudie le violon avec son père Alexander Brott. Il fait des études au conservatoire de musique de Montréal et au conservatoire de l'Université McGill. Son premier succès international survient en juin 1962 lorsqu'il gagne un troisième prix au concours de Liverpool. Puis il entreprend une importante carrière en Angleterre. En 1968, il gagne le premier prix et une médaille d'or au sixième concours international de musique Dimitri Mitropoulos à New York et devient chef adjoint de Leonard Bernstein de l'orchestre philharmonique de New York.
Au Canada, Boris Brott a permis l’essor de pas moins de six orchestres importants, à savoir les orchestres symphoniques de Thunder Bay, de Regina et de Kitchener-Waterloo, l’orchestre de la CBC (Radio-Canada) à Winnipeg, l’orchestre symphonique de la Nouvelle-Écosse et, surtout, l’orchestre philharmonique de Hamilton, dont il a assuré la direction musicale de 1969 à 1990. Il a aussi œuvré comme conseiller artistique et fondateur de l’orchestre symphonique de la Nouvelle-Écosse de 1984 à 1989.
En 1987, Boris Brott devient officier de l’ordre du Canada. Il a reçu un doctorat honorifique en droit de l’université McMaster en 1988 et a été nommé chevalier de l’ordre souverain de Malte en 1990. En 2006, il a été décoré de l’ordre de l'Ontario.
Il est aussi le chef d’orchestre et directeur musical fondateur du New West Symphony à Los Angeles en Californie. Il assure en outre la direction musicale de l’orchestre de chambre McGill à Montréal.
Il décéde après avoir été heurté par une voiture qui effectue un délit de fuite. Le conducteur est arrêté peu après. Au cours de cette interpellation, trois policiers sont blessés.